# Hidrólise alcalina

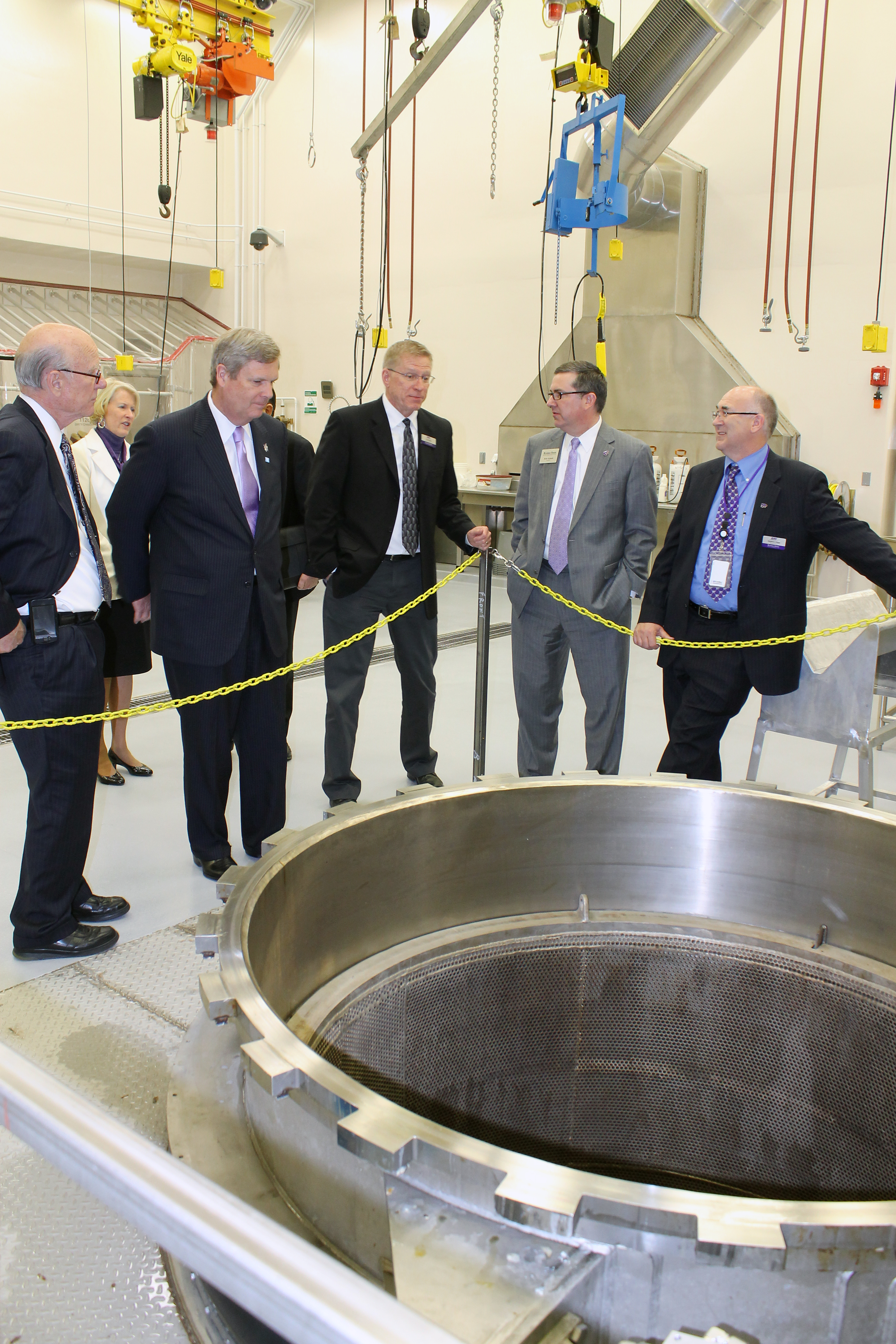
Um sistema de eliminação de hidrólise alcalina no Biosecurity Research Institute dentro de Pat Roberts Hall na Kansas State University

A hidrólise alcalina (também chamada de biocremação, resomação, cremação sem chama, aquamação ou cremação com água) é um processo para a eliminação de restos humanos e animais de estimação usando um alvejante e calor. O processo está sendo comercializado como uma alternativa às opções tradicionais de sepultamento ou cremação.

## Processo
No processo o corpo é colocado em um vaso de pressão que é então preenchido com uma mistura de água e hidróxido de potássio e aquecido a uma temperatura em torno de 160 °C (320 °F), mas a uma pressão elevada, o que evita a ebulição da mistura. Em vez disso, o corpo é efetivamente dividido em seus componentes químicos, o que leva aproximadamente quatro a seis horas. Uma temperatura e pressão mais baixas podem ser usadas, mas com uma duração mais longa (208 °F (98 °C), 14 a 16 horas). No início do processo, a mistura é fortemente básica, com um nível de pH de aproximadamente 14; O pH cai para 11 no final do processo, porém o nível final de pH depende do tempo total de operação e da quantidade de gordura no corpo.
| Patógeno         | Temperatura     | Pressão          | Tempo     |
| ---------------- | --------------- | ---------------- | --------- |
| Micróbio / Príon | 212 °F (100 °C) | 15 psi (100 kPa) | 3 horas   |
| EET              | 300 °F (149 °C) | 70 psi (480 kPa) | 6-8 horas |

O resultado é uma quantidade de líquido de coloração verde-amarronzada (contendo aminoácidos, peptídeos, açúcares e sais) e restos de osso branco, macio e poroso (fosfato de cálcio) facilmente esmagado na mão (embora um cremulador seja mais comumente usado) para formar um poeira de cor branca. As "cinzas" podem então ser devolvidas aos parentes mais próximos do falecido. O líquido é descartado pelo sistema de esgoto sanitário ou por algum outro método, incluindo o uso em um jardim ou espaço verde. Para dispor de 1,000 lb (450 kg), aproximadamente 60–240 US gal (230–910 l; 50–200 imp gal) de água são usados, resultando em 120–300 US gal (450–1,140 l; 100–250 imp gal) de efluente, que carrega um peso seco de 20 lb (9.1 kg) (aproximadamente 2% do peso original).
Este processo de hidrólise alcalina tem sido defendido por vários grupos de campanha ecológica, por usar 90 kWh de eletricidade, um quarto da energia da cremação baseada em chamas e produzindo menos dióxido de carbono e poluentes. Está sendo apresentado como uma opção alternativa em alguns crematórios britânicos. Desde August 2007, cerca de 1.000 pessoas escolheram esse método para a disposição de seus restos mortais nos Estados Unidos. O custo operacional de materiais, manutenção e mão de obra associados ao descarte de 2,000 lb (910 kg) de restos foi estimado em 116,40 dólares, excluindo o custo de investimento de capital do equipamento.
A hidrólise alcalina também foi adotada pela indústria de animais de estimação e animais. Um punhado de empresas na América do Norte oferece o procedimento como uma alternativa à cremação de animais de estimação. A hidrólise alcalina também é usada na indústria agrícola para esterilizar carcaças de animais que podem representar um risco à saúde, porque o processo inativa vírus, bactérias e príons causando encefalopatia espongiforme transmissível.

### História
O processo foi originalmente desenvolvido como um método para processar carcaças de animais em alimentos vegetais, patenteado por Amos Herbert Hobson em 1888. Em 2005, a Bio-Response Solutions projetou, vendeu e instalou o primeiro sistema de hidrólise alcalina de cadáver único na Mayo Clinic, onde ainda estava em uso em 2019. Em 2007, um bioquímico escocês, Sandy Sullivan, iniciou uma empresa que fabricava as máquinas e chamava o processo (e a empresa) de Resomation.

## Visões religiosas
- Nos países e culturas cristãos, a cremação é historicamente desencorajada e vista como uma profanação da imagem de Deus e como uma interferência na ressurreição dos mortos ensinada nas Escrituras. Agora é aceitável para algumas denominações.[18]

- A Igreja Católica Romana permite a cremação de corpos, desde que não seja feita em negação das crenças na sacralidade do corpo humano ou na ressurreição dos mortos.[19]

- Desmond Tutu, ex- arcebispo anglicano da Cidade do Cabo, escolheu ser aquamado,[20] embora mais por razões ambientais do que religiosas.[21]

- A Igreja Ortodoxa Oriental não permite a cremação.

- O judaísmo proíbe a cremação, pois não está de acordo com os ensinamentos de respeito e dignidade devidos aos humanos, que são criados à imagem de Deus.

- O Islão proíbe a cremação do falecido.

- Quando a hidrólise alcalina foi proposta no estado de Nova York em 2012, a Conferência Católica do Estado de Nova York condenou a prática, afirmando que a hidrólise não mostra respeito suficiente pelo ensino da dignidade intrínseca do corpo humano.[22]